# The Walking Man

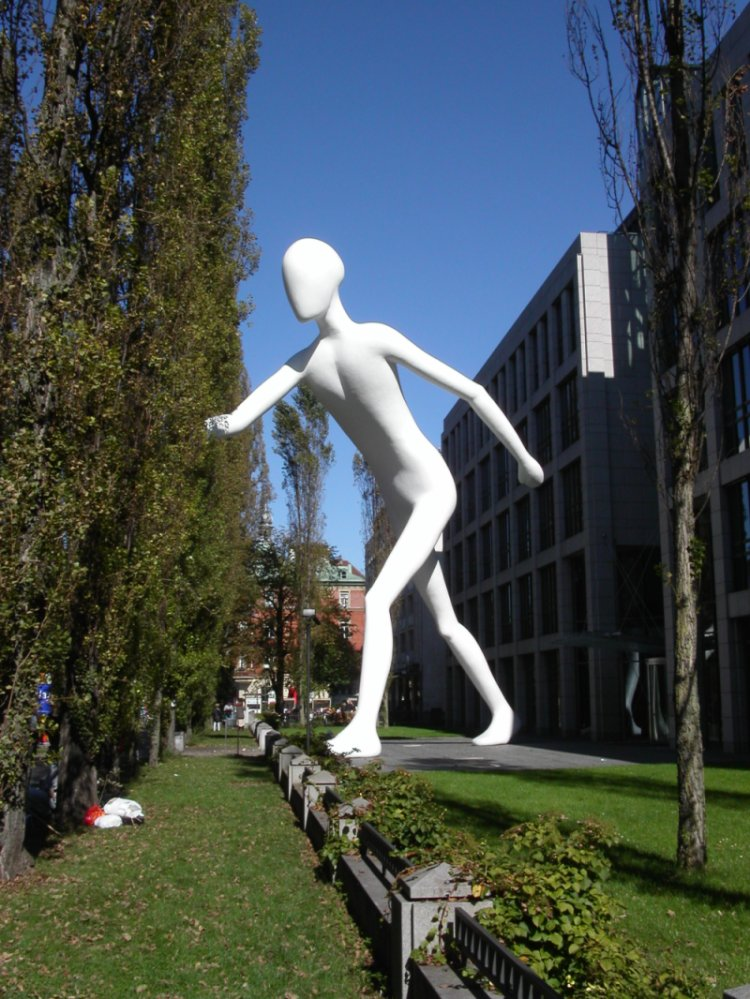
The Walking Man

The Walking Man è una statua gigantesca creata da Jonathan Borofsky nel quartiere di Schwabing a Monaco di Baviera.
La scultura bianca ha una altezza di 17 metri e pesa 16 tonnellate. Dal 1995 è davanti all'ingresso della sede di Monaco della Munich Re sulla Leopoldstrasse.